# Dolz (Gemeinde Weitensfeld im Gurktal)
Dolz ist eine Ortschaft in der Gemeinde Weitensfeld im Gurktal im Bezirk St. Veit an der Glan in Kärnten. Die Ortschaft hat 27 Einwohner (Stand 1. Jänner 2024).

## Lage
Dolz liegt in der Katastralgemeinde Wullroß, gut 1 km östlich von Zammelsberg, über dem Frischengraben, einem Zubringer zur Wimitz.
Zur Ortschaft gehören die Höfe Schmerbauer (Nr. 1), Possacher (Nr. 3), Kohlgruber (Nr. 4), Hadi (Nr. 6), Unterweger (Nr. 9), Speckbauer (Nr. 11), Sopponz (Nr. 15) und mehrere Häuser ohne Vulgonamen. 

## Geschichte
Der Ortsname leitet sich vom slowenischen dolec (= kleines Tal) ab. Dolz wurde 1175 urkundlich genannt.
Bei Gründung der Ortsgemeinden Mitte des 19. Jahrhunderts kam Dolz an die Gemeinde Weitensfeld.
Bei der Kärntner Gemeindestrukturreform von 1973 kam Dolz an die damals neu errichtete Gemeinde Weitensfeld-Flattnitz, bei deren Auflösung 1991 wieder zur Gemeinde Weitensfeld im Gurktal.

## Bevölkerungsentwicklung
Für die Ortschaft ermittelte man folgende Einwohnerzahlen:
- 1816: 35 Einwohner[3]
- 1869: 9 Häuser, 51 Einwohner[4]
- 1880: 9 Häuser, 55 Einwohner[5]
- 1890: 11 Häuser, 40 Einwohner[6]
- 1900: 10 Häuser, 49 Einwohner[7]
- 1910: 7 Häuser, 43 Einwohner[8]
- 1923: 8 Häuser, 32 Einwohner[9]
- 1934: 41 Einwohner[10]
- 1961: 7 Häuser, 33 Einwohner[11]
- 2001: 14 Gebäude (davon 11 mit Hauptwohnsitz) mit 14 Wohnungen; 35 Einwohner und 2 Nebenwohnsitzfälle; 11 Haushalte; 0  Arbeitsstätten, 5 land- und forstwirtschaftliche Betriebe[12]
- 2011: 14 Gebäude, 33 Einwohner, 14 Haushalte, 3 Arbeitsstätten[13]
- 2021: 16 Gebäude, 28 Einwohner, 14 Haushalte, 6 Arbeitsstätten[14]